# Sari Bermúdez
Sara Guadalupe Bermúdez Ochoa (Heroica Matamoros, 15 de julio de 1950) durante más de treinta y cinco años su trayectoria profesional se ha enfocado a la promoción y divulgación cultural y artística.

## Trayectoria profesional
Sari Bermúdez nació en Matamoros, Tamaulipas, México, en 1950. Estudió la carrera de Intérprete – Traductora en inglés, francés y español en el Instituto de Intérpretes y Traductores de la Ciudad de México, y realizó estudios en “Civilisation Française” en la Universidad de la Sorbona, en París. Inició su trayectoria laboral como intérprete simultánea y traductora en congresos internacionales. De 1976 a 1983 condujo programas culturales para la televisión mexicana, como: Así es mi tierra, Aplausos, y Desde el Lincoln Center de Nueva York. A partir de 1984, y hasta 1990, trabajó para Univisión -la cadena más grande de habla hispana en Estados Unidos-, como conductora de noticieros y programas de corte cultural y social. De 1991 a 1995, fue directora, productora ejecutiva y titular del noticiario Hoy en la Cultura de Canal 11, en la Ciudad de México.
Como productora de programas para la televisión cultural, sobresalen los especiales Octavio Paz: recuento de una vida, notable entrevista con el premio Nobel 1990; Sor Juana Inés de la Cruz: trescientos años de inmortalidad; Gabriel Zaid: 60 años. Destacan sus entrevistas con Manuel Álvarez Bravo, Gabriel Figueroa, Enrique Krauze, Carlos Monsiváis, Juan Soriano, Gunther Gerzso, Elena Poniatowska, Elena Garro, Edmundo O´Gorman, Augusto Monterroso, Jaime García Terrés, Octavio Paz, Franco Maria Ricci, Sydney Pollack, Marcel Marceau, Oliver Stone, Gerard Mortier, Hugh Thomas, la Reina María José de Saboya (última reina de Italia) entre muchos más. Estas entrevistas se recopilaron en su libro Voces que cuentan publicado por Plaza y Janés, México, 2002).
Durante la campaña presidencial de Vicente Fox Quezada fue Coordinadora General de Cultura, formó parte del equipo de transición al ser presidente electo y, del 2000 al 2006 fue Presidenta del Consejo Nacional para la Cultura y las Artes.
A partir del 2007, ha ocupado cargos en diversas instituciones culturales en México y Estados Unidos. Presidente de la Fundación Cultural del Banco Interamericano de Desarrollo, en Washington D. C., del 2010 al 2012. Miembro del "Women´s Leadership Board" de la Facultad the "Women and Public Policy" de la John F. Kennedy School of Government de la Universidad de Harvard. Cambridge, Mass., del 2013 al 2016. Actualmente es Presidenta del Patronato Pro Biblioteca Vasconcelos, en México, y Curadora en Jefe del Mexican Museum, de San Francisco, California, Estados Unidos.

## Gestión como titular del Consejo Nacional para la Cultura y las Artes (2000-2006)
Durante su administración como titular del Consejo Nacional para la Cultura y las Artes y en colaboración con los Gobiernos de los Estados de la República, Sari Bermúdez desarrolló un programa de creación y puesta al día de infraestructura cultural en México. Emprendió acciones para la modernización de la Red Nacional de Bibliotecas Públicas, impulsó la construcción de la Biblioteca Vasconcelos, cerebro electrónico de la red de bibliotecas más importante de Latinoamérica; y se crearon mil 100 nuevas bibliotecas ubicadas en diversos municipios, así como varias bibliotecas estatales y salas de lectura.
Durante esta etapa se inició también la creación de la Fonoteca Nacional, la restauración de la Escuela Superior de Música y Danza de Monterrey, la construcción de 5 centros de las artes, 3 magnos centros culturales y 8 nuevos museos, logrando avanzar en los programas para la descentralización de la educación artística profesional y el disfrute integral de las disciplinas artísticas. 
Importantes exposiciones, de las culturas más significativas del mundo, se trajeron a México, como Persia: fragmentos del paraíso, Isis y la Serpiente Emplumada,  y Faraón: el culto al sol en el antiguo Egipto que ha sido históricamente la muestra más visitada en nuestro país. También el arte de México recorrió las grandes capitales del orbe, se presentaron con gran éxito las exposiciones Los Aztecas,  El Arte de los Mayas y Frida Kahlo, entre muchas otras, en los museos más importantes de Europa, Estados Unidos, Latinoamérica y Asia; así mismo, México fue el país Invitado de Honor en la Feria de Arte Contemporáneo Arco 2005 en Madrid, España, la más importante del mundo de habla hispana. 
Además, se intensificó el apoyo al cine mexicano y se crearon nuevos programas de fomento a la lectura como Hacia un país de lectores y en las artes escénicas se creó México en escena y México puerta de las Américas, y se modernizó tecnológicamente a instituciones como Canal 22, Estudios Churubusco-Azteca y Radio Educación.

## Conferencias
Sari Bermúdez ha impartido conferencias sobre políticas culturales en México y en universidades como The London School of Economics, el John F. Kennedy School of Government de la Universidad de Harvard y la Universidad de Boston. 
En el año 2012, fue invitada por el Salzburg Global Seminar y la Robert Sterling Clark Foundation, al seminario “Public and Private Cultural Exchange-Based Diplomacy: New Models for the 21th Century”, en Salzburgo, Austria; y fue conferencista invitada en el “Arab International Women’s Forum”, celebrado en la American University de  Sharjah, en los Emiratos Árabes Unidos.
En octubre de 2005, en su calidad de Presidenta de CONACULTA, encabezó la delegación mexicana  que participó en la trigésima tercera Conferencia General de la Unesco donde se adoptó la “Convención sobre Diversidad Cultural”.
En 2003, durante la trigésima segunda Conferencia General de la Unesco en París, Francia, presidió “La mesa Redonda de Ministros de Cultura sobre el tema hacia las Sociedades del Conocimiento”. 
En 2002 moderó “La Tercera Mesa Redonda de Ministros de Cultura sobre el Patrimonio Intangible; Un Espejo de Diversidad Cultural” realizada en Estambul, República de Turquía.

## Distinciones y reconocimientos

### Por Mérito Civil y Cultural
2010 - Cruz de Caballero de la Orden al Mérito de la República de Polonia otorgada por el presidente Lech Kaczynski.
2007 - Legión de Honor por Mérito Cultural otorgada por el presidente Jacques Chirac de la República Francesa.
2007 - Reconocimiento por Colaboración Cultural por el Gobierno de Egipto.
2006 - Medalla por Mérito Cultural otorgada por el presidente Johannes Rau de la República de Alemania.
2002 - Medalla del Mérito Civil otorgada por S.M. Carl XVI Gustaf de Suecia.
2002 - Medalla del Mérito Civil otorgada por S.M. Juan Carlos I de España.
2001 - Medalla por Mérito Cultural del Presidente Fernando Enrique Cardoso de Brasil.

### En Periodismo Cultural
1995 - Premio Nacional de Periodismo en Divulgación Cultural, otorgado por el Gobierno de la República de manos del Presidente de México Ernesto Zedillo.
1993 - Primer Premio Nacional de Periodismo otorgado por el Club de Periodistas de México, por su trabajo difundido en Hoy en la Cultura de Canal Once.
1992 - Primer Premio Nacional de Periodismo por su trabajo de divulgación en Hoy en la Cultura otorgado por el Club de Periodistas de México.
1987 - Reconocimiento de la Organización American Women in Radio and Television. Los Angeles California.